# Midila
Midila (łac. Diocesis Midilensis) – stolica historycznej diecezji we Cesarstwie rzymskim w prowincji Numidia zlikwidowana w VII w. podczas ekspansji islamskiej, współcześnie w północnej Algierii. Obecnie katolickie biskupstwo tytularne. 

## Biskupi tytularni
| Lp. | Biskup                | Funkcja                                       | Od               | Do               |
| --- | --------------------- | --------------------------------------------- | ---------------- | ---------------- |
| 1   | John Andrew O’Shea    | wikariusz apostolski Ganzhou (Chiny)          | 22 grudnia 1927  | 11 kwietnia 1946 |
| 2   | Bazyli Hopko          | biskup pomocniczy preszowski (Czechosłowacja) | 9 listopada 1946 | 23 lipca 1976    |
| 3   | John Thomas Steinbock | biskup pomocniczy Orange (USA)                | 29 maja 1984     | 27 stycznia 1987 |
| 4   | László Dankó          | administrator apostolski Kalocsa (Węgry)      | 3 marca 1987     | 5 czerwca 1987   |
| 5   | Beniamino Stella      | nuncjusz apostolski                           | 21 sierpnia 1987 | 22 lutego 2014   |
| 6   | Alberto Ortega Martín | nuncjusz apostolski                           | 1 sierpnia 2015  |                  |